# Hermannia engelbrechti
Hermannia engelbrechti är en kvalsterart som beskrevs av Wet 1993. Hermannia engelbrechti ingår i släktet Hermannia och familjen Hermanniidae. Inga underarter finns listade i Catalogue of Life.